# 엘란드 요세프손

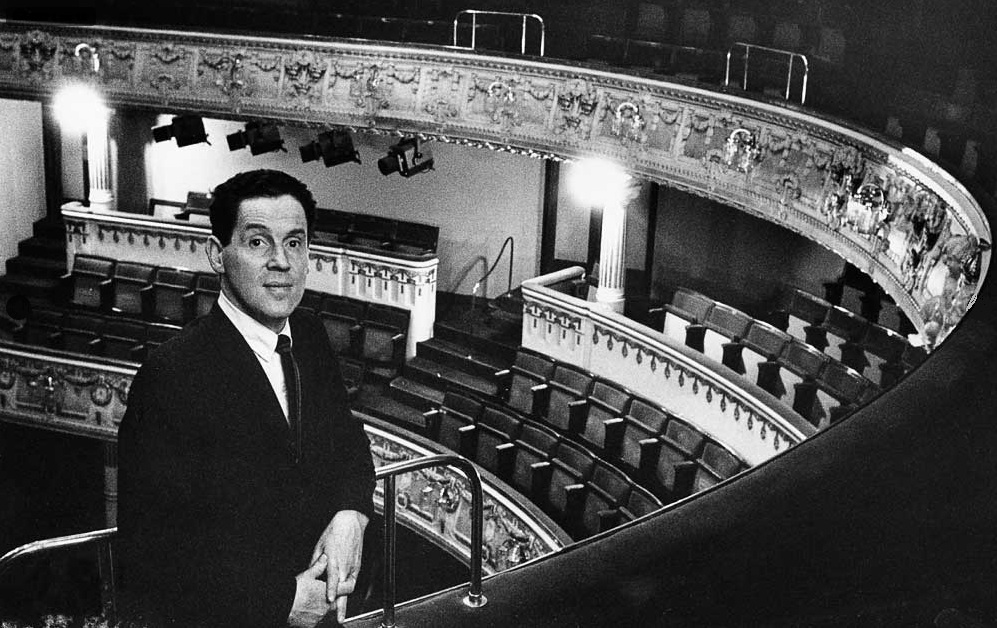

엘란드 요세프손(스웨덴어: Erland Josephson, 1923년 6월 15일 ~ 2012년 2월 25일)은 스웨덴의 영화 감독, 배우이다.
스톡홀름에서 태어났으며 스톡홀름에서 사망하였다. 사인은 파킨슨병이다.

## 영화
- 베리만 아일랜드 (2004년)
- 낮과 밤 (2004년)
- 지금 (2003년)
- 사라방드 (2003년) - 요한 역
- 펄라스카 (2002년)
- 트로로사 (2000년)
- 크리스틴 라브란다터 (1995년)
- 스페셜 킬러 (1995년)
- 율리시즈의 시선 (1995년)
- 홀로세 (1992년)
- 고모론 (1992년) - 게스트 역
- 소피 (1992년)
- 옥스 (1991년)
- 프로스페로의 서재 (1991년)
- 비너스 (1991년)
- 미스터 발렌베르크 (1990년)
- 하누센 (1988년)
- 프라하의 봄 (1988년)
- 희생 (1986년)
- 장군 가리발디 (1986년)
- 세이빙 그레이스(영어판) (1985년)
- 리허셜이 지난 후 (1984년)
- 노스탤지아 (1983년)
- 화니와 알렉산더 (1982년)
- 가을 소나타 (1978년) - 조세프 역
- 선과 악을 넘어서 (1977년)
- 고독한 여심 (1975년) - Dr. 토마스 역
- 결혼의 풍경 (1973년) - 조앤 역
- 외침과 속삭임 (1972년)
- 정열 (1969년)
- 걸즈 (1968년)
- 늑대의 시간 (1968년)
- 이 모든 여인들 (1964년)
- 마술사 (1958년)
- 사랑에 내리는 비 (1946년)